# Rugby Calvisano 2017-2018

## Eccellenza 2017-18

### Stagione regolare
| Incontro                  | Andata | Ritorno |
| ------------------------- | ------ | ------- |
| I Medicei — Calvisano     | 20-29  | 23-39   |
| Calvisano — Reggio Emilia | 57-10  | 20-16   |
| Fiamme Oro — Calvisano    | 15-43  | 13-29   |
| Calvisano — Petrarca      | 19-16  | 17-18   |
| Viadana — Calvisano       | 17-19  | 7-27    |
| Calvisano — San Donà      | 33-18  | 19-24   |
| Rovigo — Calvisano        | 23-20  | 23-25   |
| Calvisano — S.S. Lazio    | 54-10  | 24-36   |
| Mogliano — Calvisano      | 12-29  | 0-50    |

#### Risultati della stagione regolare
| Posizione | G  | V  | N | P | PF  | PS  | DP   | B  | Pt |
| --------- | -- | -- | - | - | --- | --- | ---- | -- | -- |
| 2ª        | 18 | 14 | 0 | 4 | 553 | 301 | +252 | 14 | 70 |

### Fase finale
| Turno | Incontro             | Andata | Ritorno |
| ----- | -------------------- | ------ | ------- |
| SF    | Rovigo — Calvisano   | 12-9   | 20-24   |
| F     | Petrarca — Calvisano | 19-11  | 19-11   |

## European Rugby Continental Shield 2017-18

### Prima fase
| Incontro                  | Risultato |
| ------------------------- | --------- |
| Heidelberg RK — Calvisano | 23-19     |
| Calvisano — Viadana       | 41-14     |
| Timişoara — Calvisano     | 15-13     |
| Calvisano — Rovigo        | 34-0      |

#### Risultati della prima fase
| Posizione | G | V | N | P | PF  | PS | DP  | B | Pt |
| --------- | - | - | - | - | --- | -- | --- | - | -- |
| 1ª        | 4 | 2 | 0 | 2 | 107 | 52 | +55 | 4 | 12 |

### Fase finale
| Turno   | Incontro                  | Andata | Ritorno |
| ------- | ------------------------- | ------ | ------- |
| Barrage | Heidelberg RK — Calvisano | 34-29  | 13-17   |

## Verdetti
- Calvisano qualificato alla European Continental Shield 2018-19.